# Крістоф Гойсґен
Крістоф Гойсґен (нім. Christoph Heusgen; нар. 17 березня 1955, Бонн, Німеччина) — німецький дипломат. Глава Мюнхенської конференції з безпеки з 2022 року. Постійний представник Німеччини в Організації Об'єднаних Націй у Нью-Йорку (2017—2021).

## Життєпис
Народився 17 березня 1955 року в Дюссельдорфі-Гердт. Вивчав економіку в Санкт-Галлен, Стейтсборо, Грузії та Париж, і отримав докторський ступінь з економіки в університеті Санкт-Галлен 1980 року.
Потім він приєднався до дипломатичної служби Західної Німеччини. З 1988 по 1990 рр. — він працював приватним секретарем координатора німецько-французького співробітництва Райнером Барзелем. 1990 року він став радником у відділі європейських справ Міністерства закордонних справ. З 1993 до 1997 р. — він був заступником головного приватного секретаря в приватному кабінеті міністра закордонних справ Клаусом Кінкелем. З 1997 року він був заступником міністра закордонних справ із європейських справ.
З 1999 до 2005 р. — працював директором відділу планування політики та раннього попередження в Секретаріаті Ради Європейського Союзу в Брюсселі. 2005 року він став заступником міністра з питань зовнішньої політики та політики безпеки в канцелярії Німеччини. У листопаді 2016 р. — Посол Німеччини та Постійний представник при Організації Об'єднаних Націй у Нью-Йорку з 2017 до 2021 року.
Гойсґен є членом Християнсько-демократичного союзу. Він одружений і має двох дітей.

## Радник з міжнародних питань
У період з 2005 до 2017 Гойсґен працював на посаді радника з міжнародних питань в уряді Ангели Меркель.
У своєму інтерв'ю часопису Spiegel у вересні 2021 року, Крістоф Гойсґен розказав про роль Федеральної канцлерки Ангели Меркель у тому, що за час її перебування при владі Україна не отримала ні перспективи вступу до НАТО, ані в ЄС. Перебуваючи на посаді Федерального канцлера ФРН з листопада 2005 року Ангела Меркель послідовно захищала позиції Російської Федерації у стосунку до України. Вона завадила отриманню Україною ПДЧ (Плану дій щодо членства), першого кроку на шляху до вступу України до НАТО у Бухаресті 2008 року. Вона також зробила все можливе, щоби Угода про Асоціацію України з ЄС не відкривала жодних перспектив членства.

## Думки
Крістоф Хойсген на міжнародному симпозіумі в Кілі зазначив: 
Медведєв сьогодні — клоун, вибачте, що я маю вимовити це вголос